# The Good German
The Good German (bra: O Segredo de Berlim; prt: O Bom Alemão) é um filme estadunidense de 2006, baseado no livro de Joseph Kanon, dirigido por Steven Soderbergh. 

## Sinopse
A história se passa na cidade de Berlim logo após a vitória dos Aliados na Europa.

## Elenco
- George Clooney ..... Capitão Jacob "Jake" Geismar
- Cate Blanchett ..... Lena Brandt
- Tobey Maguire ..... Soldado Patrick Tully
- Leland Orser ..... Capitão Bernie Teitel
- Beau Bridges ..... Coronel Muller
- Tony Curran ..... Danny